# Carl Gripenstedt
Carl Gripenstedt (ur. 23 lutego 1893 w Bälinge, zm. 30 kwietnia 1981 w Odensbacken) – szwedzki szermierz, trzykrotny medalista mistrzostw świata.
Podczas mistrzostw świata w Wiedniu w 1931 roku (oficjalnie zawody tego cyklu rozgrywane są pod tą nazwą dopiero od 1937) wywalczył brązowy medal w szpadzie drużynowej. Wynik ten powtórzył na mistrzostwach świata w Warszawie trzy lata później. Ponadto Szwedzi w składzie: Gustav Almgren, Hans Drakenberg, Gustaf Dyrssen, Carl Gripenstedt, Bertil Uggla i Carl Johan Wachtmeister zdobyli srebrny medal na  mistrzostwach świata w Lozannie w 1935 roku.
Na igrzyskach olimpijskich w Antwerpii w 1920 roku dotarł do ćwierćfinałów szpady indywidualnej. Na rozgrywanych cztery lata później igrzyskach olimpijskich w Paryżu w szpadzie drużynowej Szwedzi odpadli w pierwszej rundzie. W turnieju indywidualnym Gripenstedt dotarł tym razem do półfinałów.
Pochodził ze szlacheckiej rodziny, posiadającej tytuł friherre. Kształcił się w Artilleri- och ingenjörhögskolan (AIHS) i Kungliga Krigshögskolan (KHS) i wstąpił do szwedzkiej armii. Dosłużył się stopnia kapitana.
Brat Ebby Gripenstedt.